# Roca Abellera
La Roca Abellera és una muntanya de 444 metres que es troba entre els municipis de Riudarenes i de Santa Coloma de Farners, a la comarca de la Selva.